# کالج خاویر
کالج خاویر یک مدرسه شبانه‌روزی کاتولیک رومی است که در سال ۱۸۷۲ توسط انجمن عیسی تأسیس شد و پردیس اصلی آن در کیو، حومه شرقی ملبورن، ویکتوریا، استرالیا واقع شده‌است. این کالج بخشی از شبکه بین‌المللی مدارس یسوعی است که در سال ۱۵۴۸ در مسینا، سیسیل تأسیس شد. این کالج که در اصل یک مدرسه پسرانه بود، اکنون تا سال چهارم آموزش مختلط را ارائه می‌دهد و از آن به بعد یک محیط کاملاً پسرانه را ارائه می‌دهد. در سال ۲۰۱۱، این مدرسه دارای ۲۰۸۵ دانش آموز بود، که ۷۶ نفر آنها به‌صورت شبانه‌روزی بودند.
در دسامبر ۲۰۱۰، دی ایج گزارش داد که از نظر تعداد فارغ التحصیلانی که نشان افتخار برتر استرالیا را دریافت کرده بودند، کالج خاویر در بین مدارس استرالیا در رتبه دهم قرار گرفت.